# Louis-Marie-François Tardy de Montravel
Pour les articles homonymes, voir Tardy et Montravel.
Louis-François-Marie Tardy de Montravel (Vincennes 28 septembre 1811 - Elbeuf 4 octobre 1864) est un navigateur et explorateur français.

## Biographie
Fils d'un colonel d'artillerie, Marie-Alexandre-Auguste Tardy de Montravel, est admis à l'École navale comme élève de 2e classe en 1827 et passe élève de 1e classe en 1829. Promu lieutenant de frégate le 1er janvier 1833, il se porte volontaire pour l'expédition dans l'Antarctique dirigée par l'amiral Dumont d'Urville. Ses travaux d'astronomie, de géographie et d'hydrographie furent une des sources majeures de la rédaction de l'atlas de cette expédition. Il contribue également de façon significative à la collection entomologique qui est constituée au Muséum national d'histoire naturelle. La qualité de ses services durant ce voyage est récompensée par le grade de lieutenant de vaisseau en 1839 et la Légion d'honneur en 1842.

### Brésil
À son retour en Europe, il obtient le commandement du brick-canonnière la Boulonnaise. Affecté à la station du Brésil, ce bâtiment est chargé d'effectuer le relevé hydrographique de la côte nord du Brésil, de celle de Guyane, et de l'embouchure et du cours de l'Amazone, qu'il remonte sur 1000 km. Ces travaux de cartographie, menés de 1842 à 1845, aboutirent à l'élaboration d'un atlas de quatorze cartes et à la rédaction de deux documents nautiques. La publication de cette somme hydrographique valut à son auteur d'être promu au grade de capitaine de corvette en 1846. Ces pièces devaient constituer un élément de documentation majeur lors des négociations de délimitation de la frontière entre la Guyane française et le Brésil conclues en 1856.
En 1847, le capitaine de Montravel est nommé commandant de la corvette L'Astrolabe, qui rejoint la station navale des côtes de l'Argentine durant la Guerre de la Plata. Il est chargé de ramener en métropole le traité conclu avec ce pays le 31 août 1850.  
Une colline ainsi qu'une plage, en Guyane aux alentours de Cayenne et de Montjoly, portent le nom de Montravel. 

### Nouvelle-Calédonie
Promu capitaine de vaisseau le 2 février 1852, il embarque sur la corvette La Constantine et rejoint la Nouvelle-Calédonie dont le contre-amiral Febvrier-Despointes vient de prendre possession. Montravel effectue le relevé des côtes du territoire et gère la nouvelle colonie. Il décide de transférer l'implantation française de Balade à la presqu'île de Nouméa. 
Il y fonde la ville de Port-de-France, rebaptisée Nouméa en 1866, et construit le Fort Constantine pour la protéger. Les rapports qu'il envoie sur les ressources de la contrée sont insérés par le gouvernement dans Le Moniteur universel. 
Un quartier de Nouméa porte d'ailleurs le nom de Montravel.

### Extrême-Orient et Guyane
Durant la Guerre de Crimée, La Constantine croise à la tête d'une division navale dans les mers de Chine et du Japon, en mer d'Okhotsk et à l'embouchure du fleuve Amour. Créé officier de la Légion d'honneur en 1855, Montravel regagne la France l'année suivante. Il publie le résultat scientifique de ses navigations sur La Constantine en 1857. Ses observations sur la mer d'Okhotsk, qui était connue auparavant seulement par les relations des baleiniers, sont reprises comme source de référence par le Bureau des longitudes. Le capitaine de Montravel siège en qualité de membre-adjoint au sein du Conseil d'Amirauté jusqu'à sa nomination le 16 février 1859 comme 41e gouverneur de la Guyane. Dans cette fonction, il s'emploie à améliorer la salubrité du Bagne de la Guyane française et à valoriser le potentiel économique constitué par la force de travail agricole et forestière des forçats.
Promu commandeur de la Légion d'honneur en 1860, il est élevé au grade de contre-amiral le 27 février 1864. Commandeur des Ordres de la Cour et de l’Épée de Portugal, de la Couronne de fer, du Lion Néerlandais, de Notre Dame de Guadalupe du Mexique…
Affecté par le climat tropical, il meurt à Elbeuf le 5 octobre 1864 durant un congé de convalescence en métropole.

## Sources
- Dossier de Légion d'honneur de l'amiral Tardy de Montravel.
- Charles Duplessy : « le contre-amiral Tardy de Montravel, gouverneur de la Guyane française », Revue maritime et coloniale, Volume 13, 1865, Nécrologie pp.334-341.
- « Nécrologie géographique », L'année géographique, revue annuelle des voyages de terre et de mer, 3e année, 1865, pp.498-500.
- Olivier Chapuis : À la mer comme au ciel : Beautemps-Beaupré & la naissance de l'hydrographie, 1999, p.776.